# Rosochowata
Rosochowata – wieś na Ukrainie, w obwodzie winnickim, w rejonie ilinieckim. Pod rozbiorami w gminie hranowskiej powiatu hajsyńskiego.

Stary dwór rosochowacki – gniazdo rodzinne naszych krewnych Nikorowiczów – powiadał architekturę nie dającą się podciągnąć pod żaden znany i ściśle w rozwoju sztuki określony styl. (...)